# نهر كركا

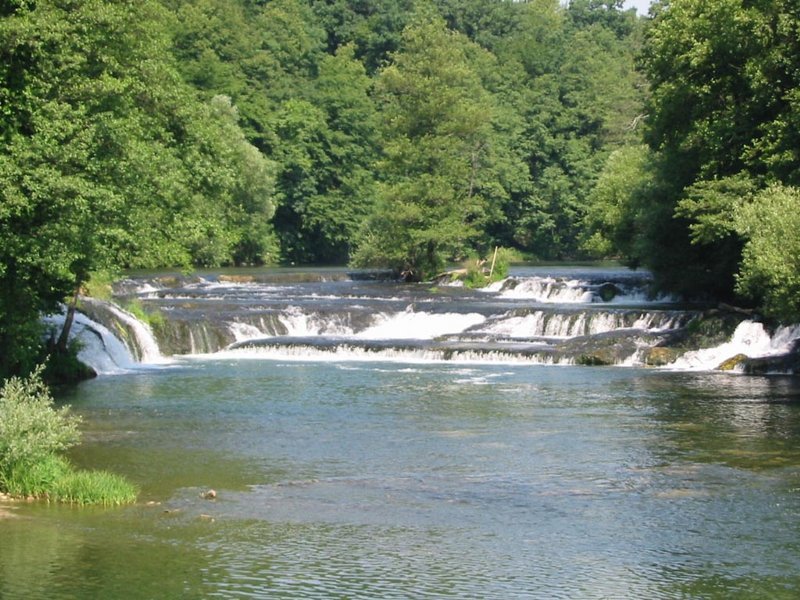
نهر كركا

نهر كركا (بالألمانية: Gurk، باللاتينية: Corcoras) هو نهر يقع في جنوب شرق سلوفينيا (منطقة كارنيولا السفلى)، وهو أحد الروافد اليمنى لنهر سافا. ويبلغ طوله 94.6 كيلومترًا (58.8 ميلًا)، وهو ثاني أطول نهر متدفق في سلوفينيا، بعد نهر سافينيا.

## الاسم
وُثِّق اسم كركا لأول مرة في المصادر المكتوبة عام ٧٩٩ باسم كوركا (وجوركه عام ١٠٢٥، وجوركا فلوفيو عام ١٢٤٩). الاسم السلوفيني مشتق من الكلمة السلافية *كوركا، المشتقة من الاسم الرومانسي *كوركرا أو *كوركا، المشتق بدوره من كوركورا. حملت العديد من الأنهار هذا الاسم، أو أسماء مشابهة، في العصور القديمة. يُعتقد أن الاسم يعود إلى ما قبل العصر الرومانسي، وربما يكون مستوحى من محاكاة صوتية.